# John Joseph McDermott
John Joseph McDermott (Red Bank, 19 marzo 1963) è un vescovo cattolico statunitense, dal 6 maggio 2024 vescovo di Burlington.

## Biografia
William Draper Byrne è nato a Red Bank, nel New Jersey, il 19 marzo 1963 ed è il settimo dei dieci figli dei defunti Robert McDermott e Jacqueline, nata Sullivan.

### Formazione e ministero sacerdotale
Quando aveva due anni, la sua famiglia si è trasferita a Hudson, nel Massachusetts, dove ha frequentato la scuola parrocchiale di San Michele. Ha proseguito gli studi presso la Hudson Catholic High School fino a quando la famiglia si è spostata a Central Valley, nello stato di New York, dove si è diplomato alla Monroe-Woodbury High School.
Dopo un anno alla United States Coast Guard Academy di New London, nel Connecticut, è passato al Belmont Abbey College di Belmont, nella Carolina del Nord, dove si è laureato con una doppia specializzazione in scienze politiche e filosofia.
In seguito ha studiato filosofia e teologia cattolica al seminario "Mount Saint Mary's" a Emmitsburg. Ha conseguito un Master of Divinity e un Master of Arts in teologia cattolica. Nel 2004 ha ottenuto la licenza in diritto canonico presso l'Università Cattolica d'America a Washington.
Nel 1988 è stato ordinato diacono. Il 3 giugno dell'anno successivo è stato ordinato presbitero per la diocesi di Burlington nell'allora cattedrale dell'Immacolata Concezione a Burlington da monsignor John Aloysius Marshall. In seguito è stato vicario parrocchiale della parrocchia di Sant'Agostino a Montpelier dal 1989 al 1992; vicario parrocchiale della parrocchia di San Marco a Burlington e cappellano della Rice Memorial Catholic High School dal 1992 al 1996; amministratore parrocchiale e poi parroco delle parrocchie della Beata Vergine Maria a Middlebury e di Santa Bernadette a Bridport e cappellano del Middlebury College dal 1996 al 2001; direttore associato del Catholic Student Center dell'Università del Vermont a Burlington dal 2001 al 2003; parroco delle parrocchie di San Tommaso a Underhill e di Santa Maria a Cambridge dal 2003 al 2004; di nuovo direttore associato del Catholic Student Center dell'Università del Vermont dal 2004 al 2005; vice-cancelliere vescovile dal 2004 al 2005; difensore del vincolo e avvocato ecclesiastico presso il tribunale ecclesiastico diocesano dal settembre del 2004; cancelliere vescovile dal 2005 al 2006; segretario personale e cerimoniere del vescovo Salvatore Ronald Matano dal 2005 al 2009; moderatore della curia dal 2006 al 2009; vicario generale dal giugno del 2009 al 6 novembre 2013; amministratore apostolico sede vacante dal 3 gennaio 2014 al 29 gennaio 2015; di nuovo vicario generale e moderatore della curia dal 2015 al 26 giugno 2023; parroco della parrocchia di Cristo Re e Sant'Antonio a Burlington dal 2015 al 2021; direttore del Catholic Student Center dell'Università del Vermont a Burlington dal 2021 e amministratore diocesano dal 9 ottobre 2023.
È stato anche membro del gruppo di lavoro per la formazione sacerdotale, del consiglio presbiterale, del collegio dei consultori, della commissione edilizia diocesana, del consiglio amministrativo diocesano, del consiglio di gestione dei beni diocesani, del consiglio per la formazione sacerdotale, del comitato di revisione diocesano, del consiglio di vigilanza del Fondo pensioni dei sacerdoti diocesani  e del consiglio di amministrazione del Saint Michael's College di Colchester.
Papa Benedetto XVI lo ha insignito del titolo onorifico di cappellano di Sua Santità il 25 agosto 2008  e di quello di prelato d'onore di Sua Santità il 15 ottobre 2012.

### Ministero episcopale
Il 6 maggio 2024 papa Francesco lo ha nominato vescovo di Burlington. Ha ricevuto l'ordinazione episcopale il 15 luglio successivo nella cattedrale di San Giuseppe a Burlington dal cardinale Sean Patrick O'Malley, arcivescovo metropolita di Boston, co-consacranti Christopher James Coyne, arcivescovo metropolita di Hartford e Salvatore Ronald Matano, vescovo di Rochester. Durante la stessa celebrazione ha preso possesso della diocesi.

## Genealogia episcopale
La genealogia episcopale è:
- Cardinale Scipione Rebiba
- Cardinale Giulio Antonio Santori
- Cardinale Girolamo Bernerio, O.P.
- Arcivescovo Galeazzo Sanvitale
- Cardinale Ludovico Ludovisi
- Cardinale Luigi Caetani
- Cardinale Ulderico Carpegna
- Cardinale Paluzzo Paluzzi Altieri degli Albertoni
- Papa Benedetto XIII
- Papa Benedetto XIV
- Papa Clemente XIII
- Cardinale Marcantonio Colonna
- Cardinale Giacinto Sigismondo Gerdil, B.
- Cardinale Giulio Maria della Somaglia
- Cardinale Carlo Odescalchi, S.I.
- Cardinale Costantino Patrizi Naro
- Cardinale Lucido Maria Parocchi
- Papa Pio X
- Cardinale Gaetano De Lai
- Cardinale Raffaele Carlo Rossi, O.C.D.
- Cardinale Amleto Giovanni Cicognani
- Arcivescovo Bryan Joseph McEntegart
- Vescovo Edward John Harper, C.SS.R.
- Cardinale Sean Patrick O'Malley, O.F.M.Cap.
- Vescovo John Joseph McDermott